# VDL Mistral
De Mistral is een veelzijde type touringcar van VDL Bus & Coach.
Het model werd jarenlang gebouwd door fabrikant Jonckheere onder de naam Jonckheere Mistral en nadat de fabriek werd overgenomen door de VDL Groep onder de naam VDL Jonckheere Mistral. De bus werd in 1996 geïntroduceerd door de toenmalige Belgische busfabrikant Jonckheere. In het najaar van 2011 is de naam Jonckheere vervangen door VDL Mistral.
De Mistral is leverbaar in verschillende lengtes, variërend van 10,6 meter tot en met 18 meter. Daarnaast is de bus in drie verschillende hoogtes leverbaar als Mistral 30, Mistral 50 en Mistral 70.

## Inzet
De Mistral wordt in verschillende landen ingezet, waaronder België, Nederland, Jamaica en Groot-Brittannië. In België en Nederland wordt hij ingezet bij verschillende touringcarbedrijven. In België wordt dit bustype ook ingezet in het openbaar vervoer.
In Jamaica komt de bus voor bij het bedrijf Jamaica Urban Transit Company (JUTC), dat de bussen inzet in het openbaar vervoer. In 2008 kwam er een bestelling van 200 bussen en in 2011 volgde een nabestelling van 230 stuks, waarmee dit laatste order het grootste ooit was voor VDL Bus Roeselare.
| Land                | Bedrijf              | Type       | Serie             | Aantal | Inzet                              | Opmerking                     |
| ------------------- | -------------------- | ---------- | ----------------- | ------ | ---------------------------------- | ----------------------------- |
| België              | Espace Cars          | ??         | Kenteken: BUI 552 | 1      | Toervervoer                        |                               |
| België              | Reizen De Valk       | Mistral 70 | 464102-464105     | 4      | Snelbussen in de provincie Limburg |                               |
| België              | Reizen Muylaert      | Mistral 70 | Kenteken: JVO 449 | 1      | Toervervoer                        |                               |
| Engeland            | Colefordian          | Mistral 50 | ??                | 1      | Toervervoer                        |                               |
| Jamaica             | JUTC                 | Mistral 30 | ??                | 430    | Schoollijnen en openbaar vervoer   | In verschillende lengtes      |
| Nederland           | Bovo Tours           |            | 286-287           | 2      | Toervervoer                        |                               |
| Nederland           | Bovo Tours           |            | 297               | 1      | Toervervoer                        |                               |
| Nederland           | Dortmans Touring     | Mistral 70 | 52-53             | 2      | Toervervoer                        |                               |
| Nederland           | Drenthe Tours        |            | 103-104           | 2      | Toervervoer                        | Voormalig Bovo Tours 286, 287 |
| Nederland           | Rabobank Wielerploeg | ??         | BJ-DD-42          | 1      | Teambus                            |                               |
| Verenigd Koninkrijk | City Link            | ??         | ??                | 1      | Openbaar vervoer                   |                               |